# Соман (Альпы Верхнего Прованса)
Сома́н (фр. Saumane, окс. Saumana) — коммуна во Франции, находится в регионе Прованс — Альпы — Лазурный Берег. Департамент коммуны — Альпы Верхнего Прованса. Входит в состав кантона Банон. Округ коммуны — Форкалькье.
Код INSEE коммуны — 04201.

## Население
Население коммуны на 2008 год составляло 106 человек.
| 1962 | 1968 | 1975 | 1982 | 1990 | 1999 | 2008 |
| ---- | ---- | ---- | ---- | ---- | ---- | ---- |
| 77   | 74   | 63   | 60   | 80   | 83   | 106  |

## Климат
| Показатель                            | Янв. | Фев. | Март | Апр. | Май  | Июнь | Июль | Авг. | Сен. | Окт. | Нояб. | Дек. | Год  |
| ------------------------------------- | ---- | ---- | ---- | ---- | ---- | ---- | ---- | ---- | ---- | ---- | ----- | ---- | ---- |
| Средний суточный максимум, °C         | 8,6  | 10,9 | 15,4 | 16,9 | 21,4 | 25,8 | 29,3 | 28,9 | 24,0 | 18,5 | 12,7  | 9,3  | 18,5 |
| Средняя температура, °C               | 4,3  | 6,2  | 8,2  | 11,1 | 15,1 | 19,3 | 22,4 | 22,0 | 18,0 | 13,4 | 8,2   | 5,2  | 12,8 |
| Средний суточный минимум, °C          | −0,0 | 0,5  | 3,0  | 5,4  | 8,9  | 12,8 | 15,4 | 15,2 | 12,0 | 8,2  | 3,8   | 1,1  | 7,2  |
| Норма осадков, мм                     | 27   | 25   | 24   | 44   | 40   | 28   | 21   | 33   | 46   | 54   | 53    | 31   | 426  |
| Источник: Relevé météo de Forcalquier |      |      |      |      |      |      |      |      |      |      |       |      |      |

## Экономика
В 2007 году среди 54 человек в трудоспособном возрасте (15—64 лет) 35 были экономически активными, 19 — неактивными (показатель активности — 64,8 %, в 1999 году было 63,0 %). Из 35 активных работали 31 человек (17 мужчин и 14 женщин), безработных было 4 (1 мужчина и 3 женщины). Среди 19 неактивных 8 человек были учащимися или студентами, 4 — пенсионерами, 7 были неактивными по другим причинам.

## Достопримечательности
- Церковь Св. Петра в оковах (XVII век)
- Часовня Сен-Мишель, была построена после эпидемии чумы в 1720 году

## Фотогалерея
- Соман
- Церковь
- Часовня Сен-Мишель
- Мэрия